# إبراهام غولن
إبراهام غولن (بالإسبانية: Abraham Guillén)‏ هو صحفي واقتصادي إسباني، ولد في 13 مارس 1913 في وادي الحجارة في إسبانيا، وتوفي في 1 أغسطس 1993 في مدريد في إسبانيا.